# Antonio Avelar (boxe anglaise)
Jose Antonio Rodríguez Avelar, né le 25 août 1958 à Guadalajara dans l'état de Jalisco au Mexique et mort le 27 avril 2025, est un boxeur mexicain .

## Carrière professionnelle
Passé professionnel en 1975, il remporte en 1980 le titre de champion d'Amérique du Nord NABF des poids mouches après sa victoire contre Alberto Morales par arrêt de l'arbitre au 10e round.
À sa deuxième tentative, la première étant contre son compatriote Miguel Canto en 1979, Avelar remporte le titre poids mouches de la World Boxing Council en battant Shoji Oguma par KO technique au septième round le 12 mai 1981 à Mito, au Japon. Il conserve ce titre 3 mois plus tard face à Tae-Shik Kim puis est battu par Prudencio Cardona le 20 mars 1982. Avelar met un terme à sa carrière sportive en 1987 après une autre défaite contre le champion invaincu des poids coqs de la WBC, Miguel Lora.